# Resident Evil: Revelations 2
Resident Evil: Revelations 2, conhecido como Biohazard Revelations 2 (バイオハザード リベレーションズ 2, Baiohazādo Riberēshonzu Tsū) no Japão, é um videogame de survival horror dividido em episódios, décimo capitulo da série Resident Evil, e desenvolvido e publicado pela Capcom. Apesar do nome, o jogo não é uma sequência direta de Resident Evil: Revelations.

## Sinopse
A trama do jogo se passa depois de Resident Evil 5 e antes de Resident Evil 6, contando com ligações diretas de Resident Evil: Revelations
Tudo começa num coquetel com colegas e amigos da Terra Save. Lá, em especial, está Claire Redfield. Moira Burton, a filha de Barry Burton, agora é uma novata da Terra Save. Ela e Claire possuem uma amizade muito forte, como irmãs. Porém, durante a festa, são pegas e levadas por homens desconhecidos para uma ilha enigmática. Claire e Moira terão de sobreviver e fugir da ilha enquanto são vigiadas por uma pessoa misteriosa de lá vivas enquanto descobrem o motivo de estarem lá. Seis meses depois do ocorrido, Barry vai para ilha com a intenção de encontrar Moira, sua filha. Com surpresa de encontrar uma garotinha misteriosa chamada Natália. A garota o auxilia durante todo o jogo até finalmente encontrarem uma mulher que se auto-intitulado como "A Supervisora".

## Campanhas
Os personagens terão de enfrentar criaturas horrendas e assustadoras. Existem emblemas espalhados pelo cenário, como em Resident Evil 4 e Resident Evil 5. Existem também desenhos de Kafka, um escritor cujas obras inspira o jogo e tendo suas frases citadas várias vezes pela auto-intulada "A Supervisora", e inseridas na tela de carregamento de cada novo capítulo.
Claire e Barry são os personagens que usam armas de fogo diversificadas. Natália usa apenas tijolos e granadas como arma contra os inimigos, no entanto, possui o dom de enxergá-los de longe, com uma aura cobrindo-os, assim como consegue enxergar itens ocultos nos cenários e larvas de insetos. Já Moira pode cegar os inimigos com sua lanterna e bater neles com seu pé de cabra, que também é usado para quebrar madeiras que impeçam a passagem através de alguma porta, e visualizar itens ocultos.
Existem dois episódios extras: um com a Moira chamado de O conflito, mostrando como foi a sua jornada de seis longos meses tentando sobreviver na ilha após sofrer um acidente no episódio IV e o outro com Natália e o seu "lado sombrio" como personagens jogáveis chamado de Mocinha.

## Personagens principais
- Claire Redfield: Uma das protagonistas, aparecendo em diversos jogos da franquia. Ela é a irmã de Chris Redfield, que também é um protagonista. No jogo, Claire está mais rígida. Muitos fãs viram o seu jeito "frio" com Natália, uma garotinha, como algo estranho, pois Claire cuidou de Sherry Birkin, em Resident Evil 2, como se fosse mãe dela.

- Moira Burton: Moira nunca apareceu em outro jogo da série, porém é uma personagem considerada importante porque é a filha de Barry Burton, um personagem memorável de Resident Evil. Moira é uma garota que vive falando palavrões e é cheia de brigas com o pai, tendo ido para Terra Save sem que seu pai aprovasse essa decisão.

- Barry Burton: É um coadjuvante de Resident Evil, dono da memorável frase "Jill Sandwich", dita após ele ter salvo Jill Valentine de ser esmagada por uma parede após a mesma cair numa armadilha. Em Revelations 2, Barry se transforma num protagonista, tendo que buscar sua filha Moira após seis meses dela e Claire serem pegas com todo o grupo da Terra Save.

- Natália Korda: Natália Korda é uma garotinha totalmente misteriosa, encontrada por Barry ainda na primeira cutscene em que ele aparece. Só é contada a história de Natalia com o decorrer da trama.

- Alex Wesker: É uma das crianças do "Projeto Wesker". Esse é o primeiro jogo em que Alex aparece como vilã. Em um arquivo de Resident Evil 5 no cenário "Lost In Nightmares", Alex é retratada por Spencer como uma das suas melhores criações. Eles trabalhavam na pesquisa da imortalidade. Alex estava sofrendo de uma doença e por isso queria assumir o corpo de Natália para dar continuidade à sua pesquisa.[10][11][12]

## Conteúdo
- Modo raid também esta disponível.
- Suporte a RE.NET.com.
- A versão em mídia física vem com todos os conteúdos.[13]